# Wafa Mustafa
Wafa Mustafa (arabisch وفاء مصطفى, DMG Wafāʾ Muṣṭafā; * 1989 oder 1990 in Masyaf) ist eine syrische Journalistin und Menschenrechtsaktivistin. Sie setzte sich während des Syrischen Bürgerkriegs für die Freilassung politischer Gefangener und die Aufklärung des Schicksals von Verschwundenen ein. Seit dem Sturz des Assad-Regimes Ende 2024 sucht Mustafa in Syrien nach ihrem verschwundenen Vater und engagiert sich weiterhin für die Rechte von Verschwundenen und deren Angehörigen.

## Leben

### Frühes Leben
Wafa Mustafa wurde in Masyaf als älteste von drei Töchtern geboren. Ihre Familie war politisch aktiv und liberal eingestellt. Bereits mit zehn Jahren nahm ihr Vater Ali Mustafa sie zu Demonstrationen in Damaskus mit, unter anderem zu Solidaritätskundgebungen für Palästina. Anfang 2011 protestierte sie vor der libyschen Botschaft in Damaskus gegen das Gaddafi-Regime.

### Aktivismus in Syrien
Mit Ausbruch des Syrischen Bürgerkriegs 2011 beteiligte sie sich an Protesten gegen die Regierung von Baschar al-Assad. Im September 2011 wurde Mustafa  in Damaskus verhaftet und während ihrer Haft geschlagen. Sie trat in einen Hungerstreik und musste nach ihrer Freilassung ihr Journalistikstudium aufgeben, da ihr Name auf einer öffentlichen schwarzen Liste stand.
Mustafas Vater, Ali Mustafa, war ein Menschenrechtsaktivist, der am 2. Juli 2013 von syrischen Sicherheitskräften verschleppt wurde. Er war bereits zuvor mehrfach von den Behörden drangsaliert und verhaftet worden, unter anderem 2011 zusammen mit seinem Kollegen Hussam al-Dhafri. Letzterer starb später unter Folter in einem syrischen Gefängnis.

### Exil in der Türkei und in Deutschland
Nach der Verhaftung ihres Vaters floh Mustafa zusammen mit ihrer Mutter und ihrer Schwester aus Syrien. Die Familie lebte drei Jahre lang unter prekären Bedingungen in der Türkei. 2016 zog Mustafa nach Deutschland und studierte am Bard College Berlin, wo sie 2020 ihren Abschluss im Fachbereich Humanities, the Arts, and Social Thought (HAST) machte. Bis zum Sturz des Assad-Regimes im Dezember 2024 lebte sie in Berlin.
2018 schloss sich Mustafa der Organisation Families for Freedom an, einer Gruppe syrischer Familienangehöriger von Verschwundenen, der sie bis 2021 angehörte.
Am 30. Mai 2020 protestierte Mustafa vor dem Landgericht Koblenz während des sogenannten Al-Khatib-Prozesses gegen zwei frühere Angehörige des syrischen Geheimdienstes, die wegen Verbrechen gegen die Menschlichkeit angeklagt waren. Dabei platzierte sie 61 Fotos von syrischen Gefangenen, darunter auch das ihres Vaters, vor dem Gerichtsgebäude.
Am 23. Juli 2020 sprach Mustafa vor dem Sicherheitsrat der Vereinten Nationen über die systematischen Verschleppungen und das Verschwindenlassen in Syrien.
2023 berichtete die New York Times über Mustafas Solidaritätsaktionen für Palästina in Deutschland nach den Angriffen der Hamas vom 7. Oktober.

### Rückkehr nach Syrien
Nach dem Sturz des Assad-Regimes Ende 2024 kehrte Mustafa nach Syrien zurück. Sie begann eine intensive Suche nach ihrem Vater, die sie in Sicherheitsbüros, Krankenhäuser und ehemalige Gefängnisse führte. Bisherige Ermittlungen führten zu drei Dokumenten, die im  Geheimdienstzentrum „Branch 215“ in Damaskus gefunden wurden und Informationen über Ali Mustafa enthalten.
Wafa Mustafa kritisierte die Übergangsregierung Syriens unter Ahmed al-Scharaa für ihre unzureichende Unterstützung bei der Suche nach Verschwundenen und beklagte die chaotischen Zustände nach der Öffnung der Gefängnisse.